# 竹添秀男
竹添 秀男（たけぞえ ひでお、1947年 - ）は、日本の物理学者。東京工業大学名誉教授。元日本液晶学会会長。公益財団法人豊田理化学研究所客員フェロー。専門は液晶の構造物性全般であり、特に液晶の非線形光学に強みがある。
また、屈曲型コア液晶の誘電性について渡辺順次との共同研究として世界ではじめて報告した。

## 略歴
- 1970年 東京教育大学理学部物理学科卒業[3]
- 1972年 東京教育大学大学院理学研究科修士課程修了[3]
- 1975年 東京教育大学大学院理学研究科博士課程修了（理学博士）[3]
- 1976年 東京工業大学有機材料工学科助手[3]
- 1979年 - 1981年 米国ウィスコンシン大学化学科客員研究員[3]
- 1986年 東京工業大学工学部有機材料工学科助教授[3]
- 1991年 東京工業大学工学部有機材料工学科教授[3]
- 1999年 - 2012年 東京大学大学院理工学研究科有機・高分子物質専攻教授[3]
- 2005年 - 日本液晶学会会長[4]
- 2015年 - 公益財団法人豊田理化学研究所客員フェロー[5]

## 論文・著書
- 強誘電性液晶の構造と物性 福田 敦夫, 竹添 秀男 ISBN 4339005584